# Love Me Like There's No Tomorrow
Love Me Like There's No Tomorrow is een nummer van de Britse zanger Freddie Mercury. Het nummer werd uitgebracht op zijn eerste soloalbum Mr. Bad Guy uit 1985. In november van dat jaar werd het nummer uitgebracht als de vierde en laatste single van het album.

## Achtergrond
"Love Me Like There's No Tomorrow" is geschreven door Mercury zelf en geproduceerd door Mercury en Reinhold Mack. Volgens Peter Freestone, de persoonlijke assistent van Mercury, gaat het nummer over de relatie tussen Mercury en de Oostenrijkse actrice Barbara Valentin. De single kwam tot plaats 76 in de Britse hitlijsten en bleef twee weken in de top 100 staan. De B-kant van de single werd gevuld door "Let's Turn It On", de eerste track op het album Mr. Bad Guy.
Op 5 september 2019, de dag waarop Mercury 73 jaar zou zijn geworden, werd een geanimeerde videoclip van het nummer online gezet ter promotie van de nieuwe boxset Never Boring.